# Hit Me Hard and Soft
Hit Me Hard and Soft — третій студійний альбом американської співачки та авторки пісень Біллі Айліш, випущений 17 травня 2024 року на лейблах Darkroom та Interscope Records. Це її перший повноформатний студійний альбом з часу виходу Happier Than Ever у 2021 році. Айліш написала альбом разом зі своїм братом Фіннеасом, який також спродюсував альбом.
Hit Me Hard and Soft отримав схвальні відгуки критиків, які високо оцінили його текстовий зміст, експериментальне продюсування та лаконічний хронометраж. Альбом очолив чарти в 12 країнах, включаючи Австралію, Німеччину, Нідерланди та Великобританію. У Сполучених Штатах альбом Hit Me Hard and Soft дебютував на другому місці в чарті Billboard 200, а всі 10 пісень увійшли до топ-40 Billboard Hot 100. На підтримку альбому Айліш вирушила у сьомий концертний тур «Hit Me Hard and Soft: The Tour», який розпочався у вересні 2024 року.

## Створення
Айліш написала та записала свій другий студійний альбом у домашній студії її брата Фіннеаса, розташованій у підвалі його помешкання в Лос-Анджелесі. Запис відбувався з квітня 2020 року по лютий 2021 року, а остаточний трек-лист альбому був сформований в ході його написання. Через два місяці артистка оголосила назву альбому в соціальних мережах; Happier Than Ever був випущений 30 липня 2021 року. Реліз отримав схвальні відгуки критиків та був комерційно успішним, завдяки чому її платівка посіла перше місце в чарті Billboard 200, а також була двічі номінована на 64-й церемонії «Греммі». У липні 2022 року Айліш несподівано випустила свій другий мініальбом Guitar Songs, який присвячений скасуванню рішення у справі Роу проти Вейда у Сполучених Штатах Америки. Через рік вона написала пісню What Was I Made For? для фентезійно-комедійного фільму Барбі (2023); на це її надихнули недопрацьовані сцени фільму під час зйомок. Вона отримала премію «Оскар» за найкращу пісню для фільму та дві премії «Греммі» за найкращу пісню року та найкращу пісню, написану для візуальних медіа.
У грудні 2021 року Айліш разом з О'Коннеллом почала розробляти ідеї пісень для свого третього студійного альбому. В інтерв'ю Зейну Лоу для Apple Music вона зазначила, що сподівається розпочати написання альбому у 2023 році. Пізніше Айліш додала, що її третій альбом «майже готовий» і буде презентований на Вечірньому шоу з Джиммі Феллоном у грудні 2023 року. Через три місяці вона підтвердила, що майбутній альбом вже зведений.

## Просування
Різні новинні видання повідомляли, що у квітні 2024 року в численних містах Австралії, Великої Британії та Сполучених Штатів з'явилося багато білбордів, на яких було розміщено уривки текстів пісень з альбому; хоча на них не згадується ім'я виконавиці, її підпис «blohsh» швидко розпізнали. На рекламних білбордах розміщені незрозумілі рядки на кшталт: «She's the headlights I'm the deer» (укр. Вона фари, а я олень) або «Did I cross the line?» (укр. Я перетнула межу?). Згодом Айліш змінила фотографію свого профілю на «синє коло» і поділилася іншим зображенням з підписом: «Do you know how to bend?» (укр. Чи вмієш ти згинатися?). Айліш додала своїх підписників до функції близьких друзів в Instagram, яка дозволяє обмеженому колу акаунтів бачити ексклюзивні історії. У дописі міститься низькоякісне зображення, на якому зображена рука артистки, а також зображення її нового татуювання на поясі.

## Список пісень
Автор музики і слів Біллі Айліш і Фіннеас О'Коннелл. 
| Список пісень альбому Hit Me Hard and Soft | Список пісень альбому Hit Me Hard and Soft | Список пісень альбому Hit Me Hard and Soft |
| #                                          | Назва                                      | Тривалість                                 |
| ------------------------------------------ | ------------------------------------------ | ------------------------------------------ |
| 1.                                         | «Skinny»                                   | 3:39                                       |
| 2.                                         | «Lunch»                                    | 3:00                                       |
| 3.                                         | «Chihiro»                                  | 5:03                                       |
| 4.                                         | «Birds of a Feather»                       | 3:30                                       |
| 5.                                         | «Wildflower»                               | 4:21                                       |
| 6.                                         | «The Greatest»                             | 4:53                                       |
| 7.                                         | «L'Amour de Ma Vie»                        | 5:33                                       |
| 8.                                         | «The Diner»                                | 3:06                                       |
| 9.                                         | «Bittersuite»                              | 4:58                                       |
| 10.                                        | «Blue»                                     | 5:43                                       |
| 43:45                                      |                                            |                                            |

## Чарти
| Чарт (2024)                                        | Найвища позиція |
| -------------------------------------------------- | --------------- |
| Australian Albums (ARIA)                           | 1               |
| Австрія Austrian Albums (Ö3 Austria)               | 1               |
| Бельгія Belgian Albums (Ultratop Flanders)         | 1               |
| Бельгія Belgian Albums (Ultratop Wallonia)         | 1               |
| Канада Canadian Albums (Billboard)                 | 1               |
| Croatian International Albums (HDU)                | 2               |
| Чехія Czech Albums (ČNS IFPI)                      | 1               |
| Данія Danish Albums (Hitlisten)                    | 1               |
| Нідерланди Dutch Albums (MegaCharts)               | 1               |
| Фінляндія Finnish Albums (Suomen virallinen lista) | 1               |
| Франція French Albums (SNEP)                       | 1               |
| Німеччина German Albums (Offizielle Top 100)       | 1               |
| Greek Albums (IFPI)                                | 6               |
| Угорщина Hungarian Albums (MAHASZ)                 | 1               |
| Icelandic Albums (Plötutíðindi)                    | 1               |
| Ірландія Irish Albums (OCC)                        | 1               |
| Italian Albums (FIMI)                              | 2               |
| Японія Japanese Albums (Oricon)                    | 12              |
| Japanese Combined Albums (Oricon)                  | 16              |
| Japanese Hot Albums (Billboard Japan)              | 15              |
| Lithuanian Albums (AGATA)                          | 1               |
| New Zealand Albums (RMNZ)                          | 1               |
| Nigerian Albums (TurnTable)                        | 75              |
| Норвегія Norwegian Albums (VG-lista)               | 1               |
| Шотландія Scottish Albums (OCC)                    | 1               |
| Slovak Albums (ČNS IFPI)                           | 1               |
| Іспанія Spanish Albums (PROMUSICAE)                | 1               |
| Swedish Albums (Sverigetopplistan)                 | 1               |
| Швейцарія Swiss Albums (Schweizer Hitparade)       | 1               |
| Велика Британія UK Albums (OCC)                    | 1               |
| США Billboard 200                                  | 2               |
| US Top Rock & Alternative Albums (Billboard)       | 1               |

## Сертифікації
| Регіон                                                      | Сертифікація  | Продажі   |
| ----------------------------------------------------------- | ------------- | --------- |
| Австрія (IFPI Austria)                                      | Золотий       | 7500      |
| Канада (Music Canada)                                       | Платиновий    | 80 000    |
| Данія (IFPI Denmark)                                        | Платиновий    | 20 000    |
| Франція (SNEP)                                              | Платиновий    | 100 000   |
| Німеччина (BVMI)                                            | Золотий       | 75 000    |
| Італія (FIMI)                                               | Золотий       | 25 000    |
| Нова Зеландія (RIANZ)                                       | Платиновий    | 15 000    |
| Польща (ZPAV)                                               | 2× Платиновий | 40 000    |
| Португалія (AFP)                                            | Платиновий    | 7000      |
| Іспанія (PROMUSICAE)                                        | Золотий       | 20 000    |
| Швейцарія (IFPI Switzerland)                                | Золотий       | 10 000    |
| Велика Британія (BPI)                                       | Золотий       | 100 000   |
| США (RIAA)                                                  | Платиновий    | 1 000 000 |
| продажі+прослуховування, що базуються лише на сертифікаціях |               |           |